# Бремер, Энни
Энни Бремер (англ. Anne Milly Bremer; 1868—1923) — американская художница, представительница постимпрессионизма, также писала стихи.

## Биография
Родилась 21 мая 1868 года в Сан-Франциско, штат Калифорния, в семье немецко-еврейских эмигрантов среднего класса — Джозефа и Минны Бремер.
В 1880—1881 годах она путешествовала с родителями по Европе, они посетили в Дублине Альберта Бендера — кузена Энни, который жил с её дядей — Уильямом Бремером (англ.  William Bremer).
Искусство изучала с Эмилем Карлсеном в школе San Francisco Art Students League и с Артуром Мэтьюсом в California School of Design и Mark Hopkins Institute of Art, получив соответствующий сертификат об образовании в 1898 году. К тому времени Бремер была членом сан-францисской организации женщин-художниц Sketch Club и была её президентом до землетрясения в Сан-Франциско в 1906 году. В 1916 году она была избрана секретарем ассоциации San Francisco Art Association, где участвовала в создании Дворца изящных искусств в Сан-Франциско. Заболев в 1921 году лейкемией, Энни прекратила заниматься живописью и стала писать стихи.
Умерла 26 октября 1923 года в Сан-Франциско. Похоронена в городе Колма (англ. Colma), штат Калифорния, на кладбище Home of Peace Cemetery and Emanu-El Mausoleum.
После её смерти Альберт Бендер создал премию для студентов-художников её имени, библиотеку Анны Бремер в San Francisco Art Institute, её скульптуру в колледже Mills College. Он также спонсировал ограниченное издание книги стихов: The Unspoken and Other Poems and Tributes to Anne Bremer (1927). Под её влиянием Бендер стал покровителем художников и создателем художественных музеев, в частности он был основателем Музей современного искусства Сан-Франциско.

## Труды
Работы Энни Бремер находятся во многих музеях США, в частности, в Художественном музее Крокера, Оклендском музее Калифорнии, Художественном музее Сан-Диего.

Некоторые работы
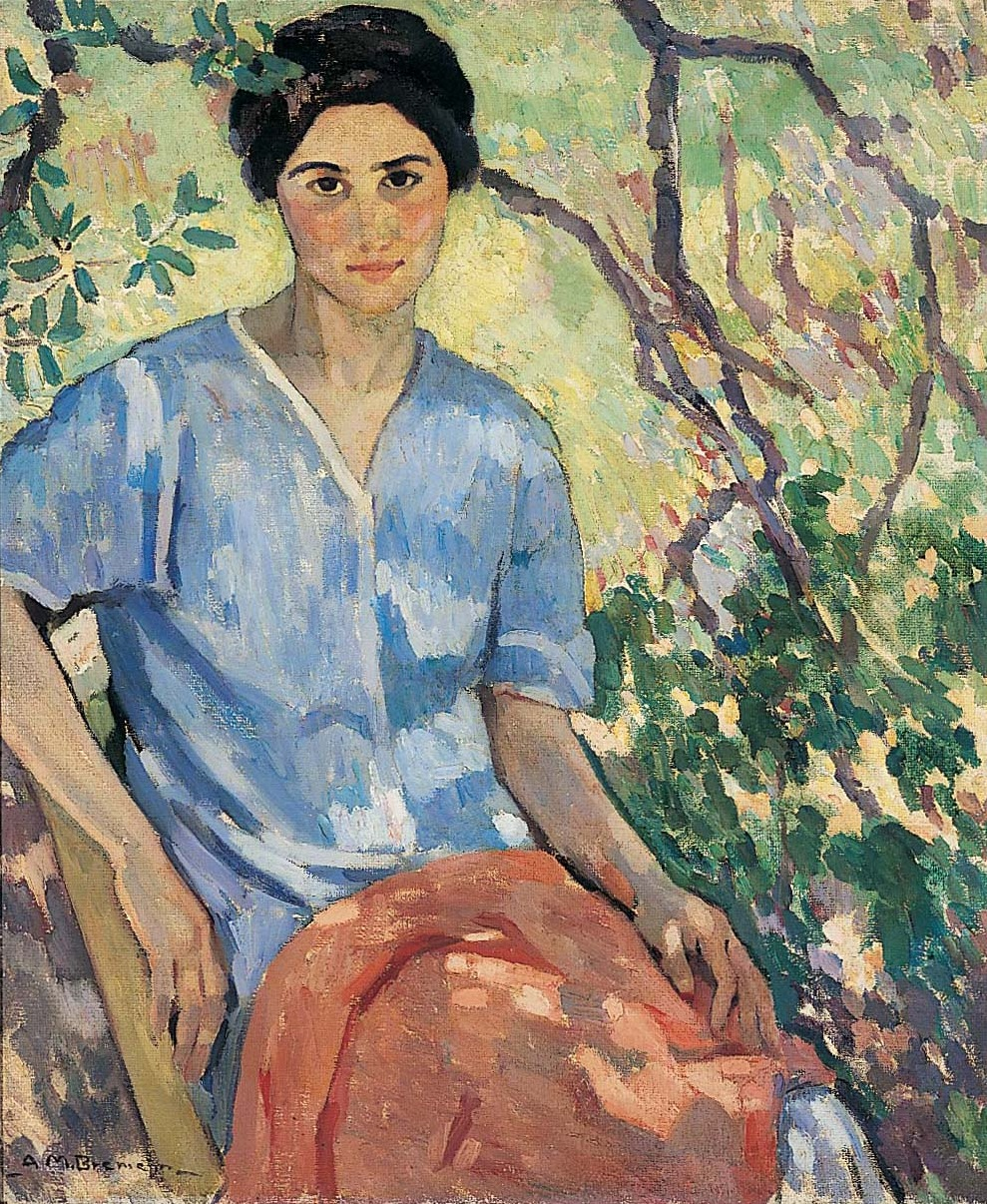
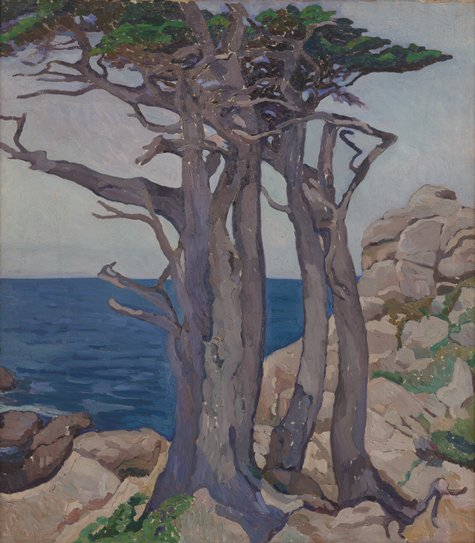